# Densborn

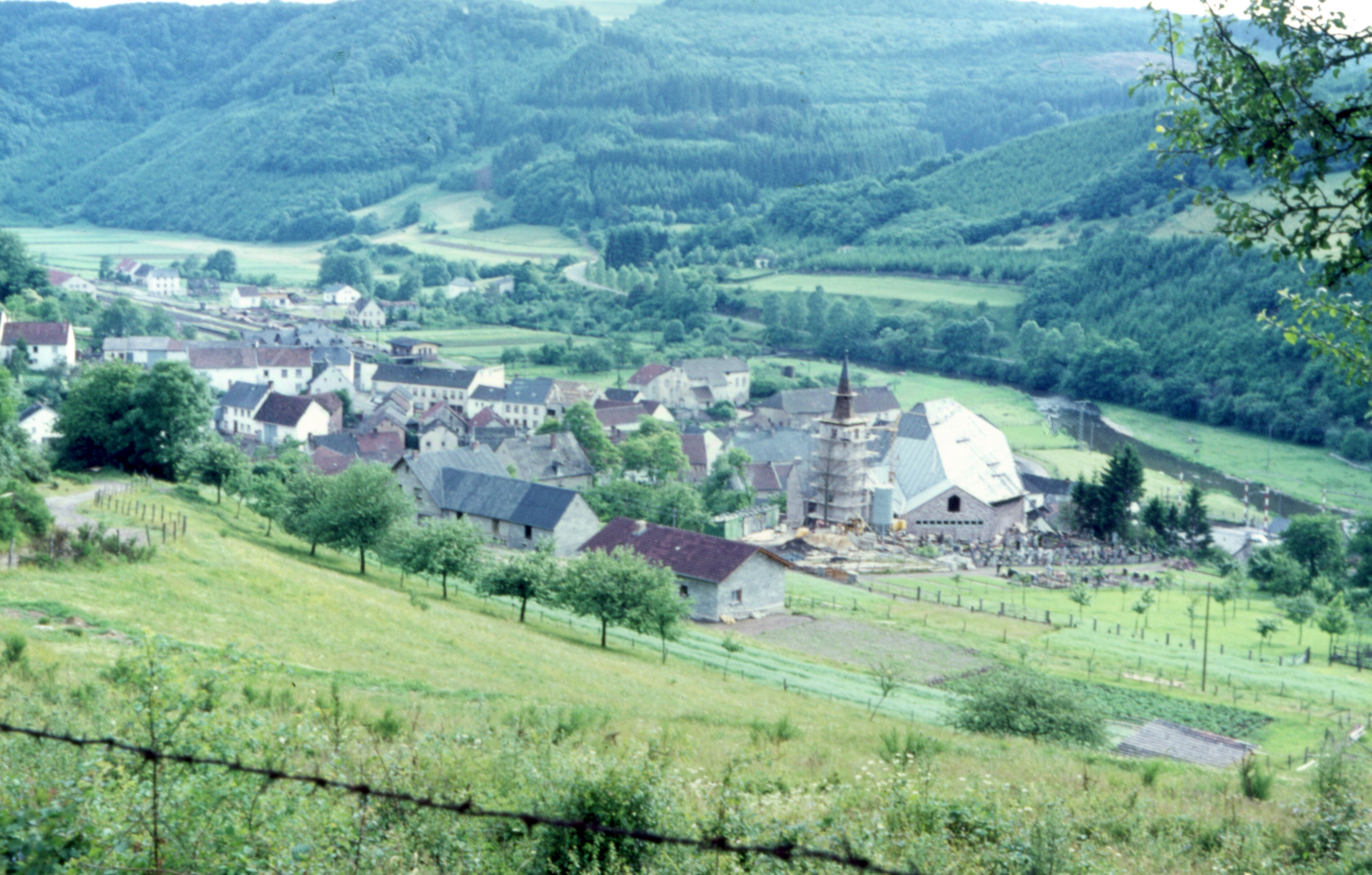
Dorfansicht Densborn

Densborn in der Vulkaneifel ist eine Ortsgemeinde im Südwesten des Landkreises Vulkaneifel in Rheinland-Pfalz. Sie gehört der Verbandsgemeinde Gerolstein an. Densborn ist ein staatlich anerkannter Erholungsort.

## Geographie

### Lage
Densborn liegt im Westen des Naturparks Vulkaneifel und teilweise im Landschaftsschutzgebiet „Zwischen Ueß und Kyll“. Durch den Ort fließt die Kyll. Etwa drei Viertel der Gemarkung von Densborn ist von Wald bestanden.
Zu Densborn gehören auch die Wohnplätze Altenhof, Forsthaus Meisbrück, Herscheiderhof, Jagdhaus Hubertusgrund, Lindenhof und Nollbergerhof.
Zwischen Densborn und Oberkail entspringt der Lohsalmbach.

### Klima
Der Jahresniederschlag beträgt 864 mm.

## Geschichte

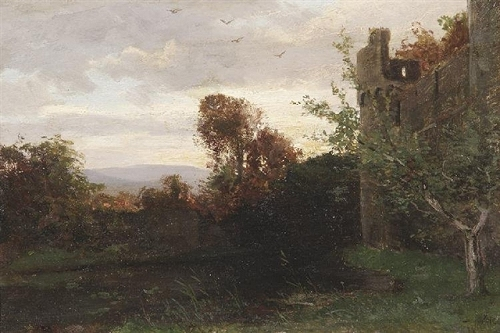
Ruine der Burg Densborn 1891

Densborn wurde im Jahre 893 im Prümer Urbar unter dem Namen „Denesbure“ erstmals urkundlich erwähnt. Die Abtei Prüm besaß in Densborn fünf Höfe und eine Mühle. Die Densborner Wassermühle wurde 1762 erbaut. 
Im Rahmen der rheinland-pfälzischen Funktional- und Gebietsreform wurde Densborn zusammen mit 14 weiteren Gemeinden am 7. November 1970 vom gleichzeitig aufgelösten Landkreis Prüm in den Landkreis Daun (seit 2007 Landkreis Vulkaneifel) umgegliedert.
Bevölkerungsentwicklung
Die Entwicklung der Einwohnerzahl von Densborn, die Werte von 1871 bis 1987 beruhen auf Volkszählungen:
| Jahr | Einwohner |  | Jahr | Einwohner |  | Jahr | Einwohner |
| ---- | --------- |  | ---- | --------- |  | ---- | --------- |
| 1815 | 348       |  | 1950 | 709       |  | 2005 | 610       |
| 1835 | 449       |  | 1961 | 662       |  | 2011 | 546       |
| 1871 | 472       |  | 1970 | 640       |  | 2017 | 521       |
| 1905 | 574       |  | 1987 | 595       |  | 2023 | 525       |
| 1939 | 640       |  | 1997 | 606       |  |      |           |

## Politik

### Gemeinderat
Der Gemeinderat in Densborn besteht aus zwölf Ratsmitgliedern, die bei der Kommunalwahl am 9. Juni 2024 in einer Mehrheitswahl gewählt wurden, und dem ehrenamtlichen Ortsbürgermeister als Vorsitzendem.

### Bürgermeister
Jürgen Clemens wurde im Sommer 2014 Ortsbürgermeister von Densborn. Bei der Direktwahl am 26. Mai 2019 wurde er mit einem Stimmenanteil von 89,39 % und am 9. Juni 2024 als einziger Bewerber mit 82,7 % jeweils für weitere fünf Jahre in seinem Amt bestätigt.

### Wappen
| Wappen von Densborn | Blasonierung: „Unter rot-silbern durch Zinnenschnitt geteiltem Schildhaupt und über silbernem Schildfuß, darin ein schwarzes Richtrad, in Rot ein schreitender, silbern gekrönter und silbern bewehrter Löwe.“                                                                   |
| Wappen von Densborn | Wappenbegründung: Der Zinnenschnitt steht für die ehemalige Burg Densborn; der Löwe stammt aus dem Wappen der Herren von Anethan, den letzten Inhabern der Burg; das Richtrad ist das Attribut der hl. Katharina, die bis ins 18. Jahrhundert die Ortspatronin von Densborn war. |

## Schienenverkehr
Der Haltepunkt Densborn liegt an der Eifelstrecke (Trier – Gerolstein – Euskirchen – Köln Hbf – Köln Messe/Deutz). Es handelt sich um einen Bedarfshalt, der von den Zügen der Linie RB 22 bedient wird:
| Linie       | Verlauf | Takt   |
| ----------- | --- | ------ |
| RE 22 RB 22 | Eifel-Express: Köln Messe/Deutz – Köln Hbf – Köln West – Köln Süd – Erftstadt – Weilerswist – Euskirchen – Mechernich – Kall – Urft (Steinfeld) – Nettersheim – Blankenheim (Wald) – Schmidtheim – Dahlem (Eifel) – Jünkerath – Lissendorf – Oberbettingen-Hillesheim – Gerolstein (Gattungswechsel RE/RB) – Birresborn – Mürlenbach – Densborn – Usch/Zendscheid – St. Thomas – Kyllburg – Bitburg-Erdorf – Hüttingen – Philippsheim – Speicher – Auw an der Kyll – Daufenbach – Kordel – Ehrang – Pfalzel – Trier Hbf (aufgrund von Hochwasserschäden längerfristig im Schienenersatzverkehr zwischen Kall und Gerolstein) Stand: April 2023 | 60 min |

Für den gesamten Öffentlichen Personennahverkehr (ÖPNV) gilt der Tarif des Verkehrsverbunds Region Trier (VRT).

## Persönlichkeiten
- Clementinus Schmitz OFM (1755–1844), Franziskanerpater und heiligmäßiger Wunderheiler
- Helmut Wilhelm Ganser (* 1948), Brigadegeneral der Bundeswehr